# Set savis de Grècia
|  | Aquest article tracta sobre Cultura de l'antiga Grècia. Vegeu-ne altres significats a «Set Savis de Grècia». |

Els set savis de Grècia foren personatges grecs considerats els més savis de Grècia a l'època clàssica. Els integrants d'aquest grup variaven segons els autors, però generalment sempre inclouen Tales de Milet, Pítac de Mitilene, Soló d'Atenes i Biant de Priene. Diògenes Laerci cita una obra de Damó de Cirene, un autor grec de data incerta, titulada περὶ τῶν Φιλοσόφων (Sobre els filòsofs), on diu que els qualifica als set de savis. Anaxímenes de Làmpsac diu que tots es dedicaven a la poesia. Dicearc de Messana diu que no eren ni savis ni filòsofs, sinó persones intel·ligents i legisladors.
Segons la tradició recollida per Plató al Protàgores, els set savis serien:
- Soló d'Atenes
- Quiló de Lacedemònia
- Tales de Milet
- Biant de Priene
- Cleobul de Lindos
- Pítac de Mitilene
- Periandre de Corint

Pausànias va substituir-ne el darrer, un tirà, per Misó de Quenes.
Luciano De Crescenzo recopilà diverses llistes dels set savis afegint-hi els personatges següents a les llistes de Plató i Pausànies:

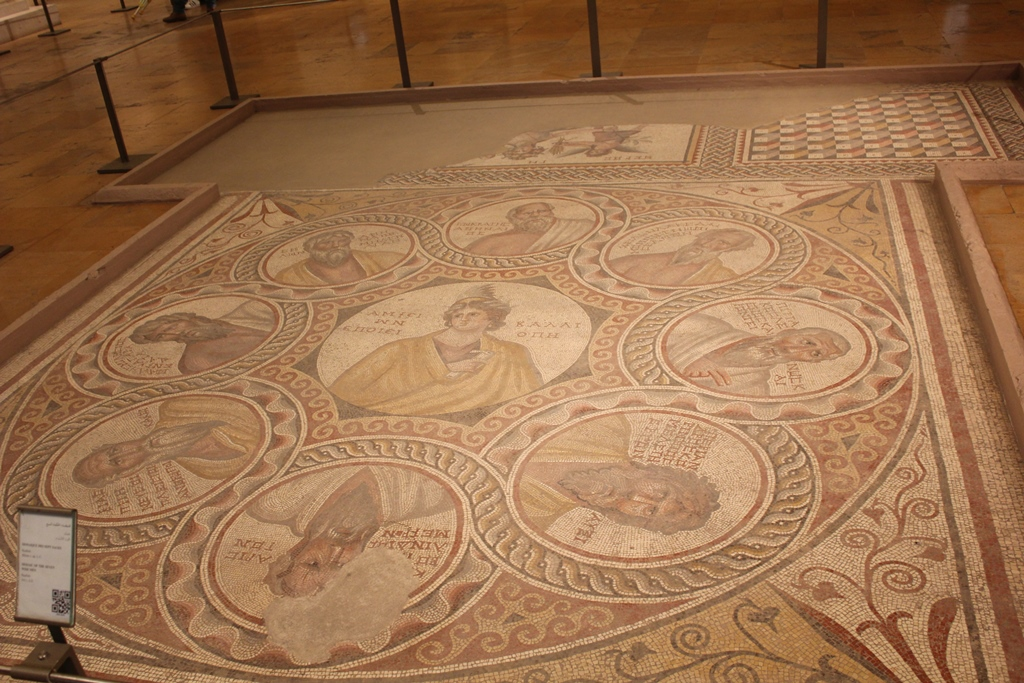
Cal·líope, Socrates i els Set savis de Grècia:, (Baalbek,) al Museu Nacional de Beirut.

- Acusilau d'Argos
- Anacarsis
- Anaxàgores
- Aristodem de Messènia
- Epicarm
- Epimènides
- Ferecides
- Hermioneu
- Lasos
- Leofant
- Orfeu
- Pàmfil
- Pitàgores